# Quiz $ Millionaire
Quiz $ Millionaire (クイズ$ミリオネア Kuizu $ Mirionea), đôi khi được gọi là Who Wants to Be a Millionaire?, là một trò chơi truyền hình của Nhật Bản dựa trên chương trình cùng tên của Anh, phát sóng trên Fuji Television từ ngày 20 tháng 4 năm 2000 đến ngày 2 tháng 1 năm 2013. Mino Monta là người dẫn chương trình trong suốt thời gian phát sóng.
Mục đích chính của trò chơi là giành được 10.000.000 yên bằng cách trả lời chính xác 15 câu hỏi trắc nghiệm. Cũng như hầu hết các phiên bản tại các quốc gia khác, người chơi nhận được ba quyền trợ giúp: 50:50 (フィフティ・フィフティ Fifuti Fifuti), Gọi điện thoại cho người thân (テレフォン Terefon) – trong đó người chơi gọi điện cho bốn người hỗ trợ tại một địa điểm, và Hỏi ý kiến khán giả trong trường quay (オーディエンス Ōdiensu).
Đây là phiên bản có số lượng người chơi giành chiến thắng chung cuộc nhiều nhất trong các phiên bản Who Wants to Be a Millionaire trên toàn thế giới, và là phiên bản Triệu phú duy nhất có người dẫn chuyện.

## Lịch sử
Chương trình được sản xuất và phát sóng liên tục vào thứ Năm hàng tuần trong bảy năm đầu. Từ ngày 3 tháng 5 năm 2007, chương trình chỉ lên sóng vào những dịp đặc biệt, với lần gần nhất được phát sóng vào ngày 2 tháng 1 năm 2013.

### Super Millionaire
Super Millionaire (Siêu triệu phú) là một phiên bản spin-off của Quiz $ Millionaire, gồm hai tập, với giải thưởng cao nhất cho tập đầu tiên là 20 triệu yên. Phiên bản này có một số điểm mới so với luật gốc:
- Chỉ có 10 câu hỏi, trong đó năm câu hỏi đầu tiên có 4 phương án, các câu còn lại chỉ còn hai phương án để lựa chọn. Điều này đồng nghĩa với việc người chơi sẽ không thể sử dụng quyền trợ giúp 50:50 từ câu hỏi số 6.
- Người chơi không được dừng cuộc chơi ở hai câu hỏi cuối cùng.
- Không có các mốc quan trọng nào khác ngoài mốc số 10.

### Phiên bản Thời gian
Năm 2009, chương trình trở thành phiên bản quốc tế đầu tiên áp dụng format Thời gian từ phiên bản Hoa Kỳ của chương trình, theo đó người chơi bị giới hạn thời gian suy nghĩ cho các câu hỏi: 30 giây cho chín câu đầu, 60 giây cho ba câu tiếp theo, 180 giây cho ba câu cuối cùng. Sử dụng một quyền trợ giúp sẽ tạm dừng thời gian của câu hỏi. Khác với phiên bản Hoa Kỳ, thời gian người chơi chưa sử dụng để trả lời các câu hỏi không được cộng dồn cho câu hỏi cuối cùng. Trả lời sai hoặc hết thời gian suy nghĩ mà chưa đưa ra đáp án cuối cùng, người chơi sẽ ra về với số tiền mà họ giành được đến thời điểm đó.

## Thang tiền thưởng
Trả lời đúng mỗi câu hỏi, người chơi sẽ nhận được số tiền tương ứng với câu hỏi đó. Các câu hỏi và tiền thưởng được in đậm là các mốc quan trọng, người chơi chắc chắn có được số tiền thưởng tương ứng của các câu hỏi đó nếu trả lời sai ở những câu hỏi kế tiếp.
| Câu hỏi | Thang tiền thưởng | Thang tiền thưởng    | Thang tiền thưởng   |
| Câu hỏi | Phiên bản gốc     | Siêu triệu phú       | Siêu triệu phú      |
| Câu hỏi | Phiên bản gốc     | 23 tháng 12 năm 2007 | 27 tháng 3 năm 2008 |
| ------- | ----------------- | -------------------- | ------------------- |
| 1       | ¥10,000           | ¥10,000              | ¥10,000             |
| 2       | ¥20,000           | ¥100,000             | ¥100,000            |
| 3       | ¥30,000           | ¥250,000             | ¥250,000            |
| 4       | ¥50,000           | ¥500,000             | ¥500,000            |
| 5       | ¥100,000          | ¥1,000,000           | ¥1,000,000          |
| 6       | ¥150,000          | ¥2,500,000           | ¥1,500,000          |
| 7       | ¥250,000          | ¥5,000,000           | ¥2,500,000          |
| 8       | ¥500,000          | ¥10,000,000          | ¥5,000,000          |
| 9       | ¥750,000          | ¥15,000,000          | ¥7,500,000          |
| 10      | ¥1,000,000        | ¥20,000,000          | ¥10,000,000         |
| 11      | ¥1,500,000        | Không có             | Không có            |
| 12      | ¥2,500,000        | Không có             | Không có            |
| 13      | ¥5,000,000        | Không có             | Không có            |
| 14      | ¥7,500,000        | Không có             | Không có            |
| 15      | ¥10,000,000       | Không có             | Không có            |

## Những người chơi chiến thắng
Người chơi là trẻ em trong các bảng dưới đây được in đậm.

### Người chơi thường (bao gồm trẻ em)
| #  | Tên                  | Ngày phát sóng       |
| -- | -------------------- | -------------------- |
| 1  | Yasuyuki Kunimitsu   | 27 tháng 7 năm 2000  |
| 2  | Yoshiaki Nagata      | 10 tháng 8 năm 2000  |
| 3  | Naoko Imao           | 2 tháng 11 năm 2000  |
| 4  | Kazuyuki Nose        | 15 tháng 2 năm 2001  |
| 5  | Koutaro Kobayashi    | 6 tháng 9 năm 2001   |
| 6  | Katsuhiro Minamigawa | 6 tháng 9 năm 2001   |
| 7  | Hitomi Sakamoto      | 13 tháng 12 năm 2001 |
| 8  | Akifumi Kikuchi      | 27 tháng 6 năm 2002  |
| 9  | Michiko Eguchi       | 1 tháng 8 năm 2002   |
| 10 | Naomi Nagata         | 14 tháng 11 năm 2002 |
| 11 | Shōko Mishima        | 8 tháng 5 năm 2003   |
| 12 | Sayuu Tanabashi      | 4 tháng 9 năm 2003   |
| 13 | Natsumi Kataoka      | 4 tháng 9 năm 2003   |
| 14 | Jō Kihara            | 26 tháng 8 năm 2004  |
| 15 | Tomohisa Kikuchi     | 28 tháng 4 năm 2005  |
| 16 | Toshihiko Hamada     | 26 tháng 5 năm 2005  |
| 17 | Junko Nozoe          | 29 tháng 6 năm 2006  |
| 18 | Keiko Ōi             | 27 tháng 7 năm 2006  |

### Người nổi tiếng
| #  | Tên                               | Ngày phát sóng       |
| -- | --------------------------------- | -------------------- |
| 1  | Hiroshi Hase                      | 23 tháng 11 năm 2000 |
| 2  | Daichi Suzuki                     | 18 tháng 9 năm 2003  |
| 3  | Tsuyoshi Shinjo                   | 2 tháng 1 năm 2004   |
| 4  | Takafumi Horie                    | 30 tháng 12 năm 2004 |
| 5  | Kazuko Hosoki                     | 30 tháng 12 năm 2004 |
| 6  | Masaaki Sakai                     | 7 tháng 4 năm 2005   |
| 7  | Yasuo Tanaka                      | 7 tháng 4 năm 2005   |
| 8  | Yukiko Kashiwagi và Hanako Oshima | 21 tháng 4 năm 2005  |
| 9  | Kotaro Koizumi                    | 2 tháng 1 năm 2006   |
| 10 | Yūko Asano                        | 23 tháng 3 năm 2006  |
| 11 | Dai Tamesue                       | 14 tháng 9 năm 2006  |
| 12 | Bandō Mitsugorō X                 | 5 tháng 10 năm 2006  |
| 13 | Dewi Sukarno                      | 26 tháng 10 năm 2006 |
| 14 | Misako Konno                      | 15 tháng 2 năm 2007  |
| 15 | Shōsuke Tanihara                  | 5 tháng 7 năm 2007   |
| 16 | Sumiko Fuji                       | 27 tháng 3 năm 2008  |
| 17 | Kazuo Tokumitsu                   | 27 tháng 3 năm 2008  |
| 18 | Takeshi Kitano                    | 30 tháng 1 năm 2009  |
| 19 | Hikari Ōta                        | 1 tháng 4 năm 2009   |
| 20 | Mana Ashida                       | 2 tháng 1 năm 2013   |

## Xuất hiện trong các sản phẩm khác
Một số phiên bản gia đình đã được phát hành dựa trên chương trình. Phiên bản đầu tiên là một trò chơi cờ được phát hành vào năm 2001 bởi Takara Tomy, người sau đó đã phát hành một phiên bản điện tử khác của trò chơi. Một phiên bản dành cho máy chơi game console PlayStation được phát hành vào ngày 20 tháng 12 năm 2001, với một phiên bản cập nhật được phát hành cho cùng hệ máy đó vào năm 2002. Một cuốn sách có tựa đề "Complete cheats! Quiz $ Millionaire" ("完全 攻略! ク イ ズ $ ミ リ オ ネ ア", Kanzen kōryaku kuizu mirionea) được Fusosha phát hành vào ngày 20 tháng 3 năm 2002.
Ngoài ra, Visiware và Sony Pictures Television đã phát hành một ứng dụng dựa trên chương trình này cho các thiết bị iOS và Android và được dẫn chương trình Mino giới thiệu trong chương trình đặc biệt ngày 2 tháng 1 năm 2013. Ứng dụng này cho phép người xem tại nhà chơi đồng thời và theo sát những diễn biến trong chương trình.